# Alessandra Korap

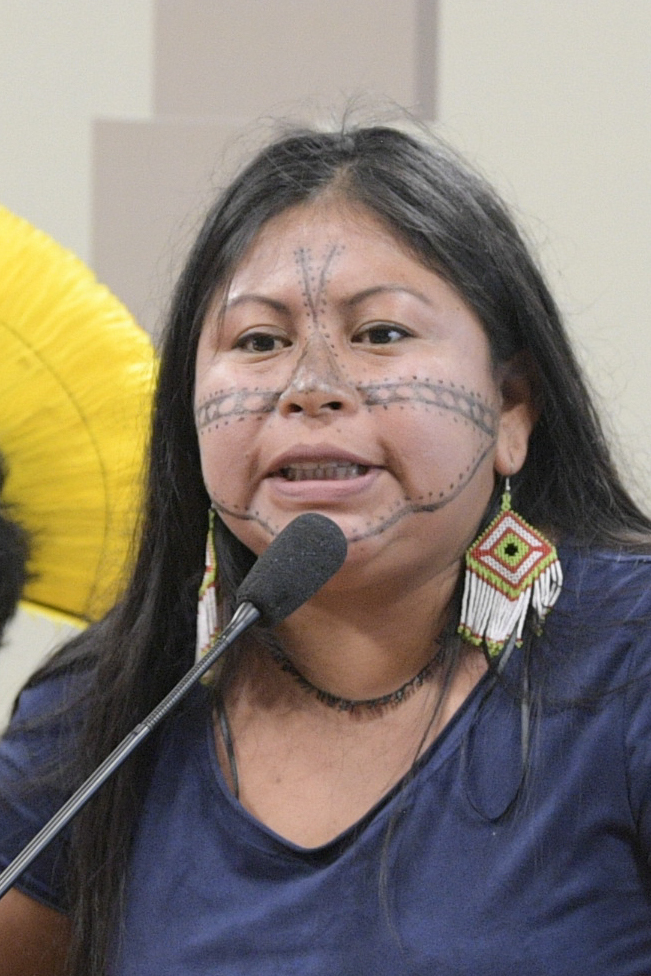
Alessandra Korap Munduruku

Alessandra Korap (Munduruku Village, Pará, 1985) is een Braziliaans inheems leider en milieuactiviste die onderdeel uitmaakt van het volk Munduruku. Haar werk richt zich op het verdedigen van de afbakening van inheems grondgebied en het aan de kaak stellen van de illegale exploitatie en activiteiten van de mijnbouw- en houtkapindustrie. Korap ontving in 2020 de Robert F. Kennedy Human Rights Award in de Verenigde Staten als internationale erkenning van haar werk.

## Carrière
Korap was van jongs af aan geïnteresseerd in de politiek. Zij woonde regelmatig vergaderingen van de stamraad bij in een tijd waarin het niet gebruikelijk was dat vrouwen hierbij aanwezig waren. Met de toenemende invasie van inheemse landen en na het verlies van haar rechten raakte ze sterker betrokken bij activisme. In 2019 verhuisde ze naar Santarém om rechten te studeren aan de Federale Universiteit van West Pará (UFOPA), om zich beter voor te bereiden op haar activistische bezigheden.
Ze heeft zich onderscheiden als pleitbezorger voor de belangen van inheemse volkeren tegen de invasie van hun land door mijnwerkers. Korap was de vrouwelijke leider van de Pariri Indigenous Association, die tien dorpen verenigt in de regio Midden Tapajós in Pará. Een van de belangrijkste nadelige gevolgen van de exploitatie van dit gebied die zij aan de kaak stelde was de impact van kwik, wat veel wordt gebruikt bij mijnbouwactiviteiten. In een studie, die werd uitgevoerd door Fiocruz in samenwerking met WWF-Brazilië, werden alle deelnemers getroffen door de gevolgen van deze kwikverontreiniging. Zes van de tien deelnemers hadden een kwikgehalte in hun bloed boven de veilige grenswaarde: ongeveer 57,9% van de deelnemers had een kwikgehalte van meer dan 6 µg.g-1 – wat de maximale veiligheidslimiet is die is vastgesteld door gezondheidsinstanties. Ze werkt ook aan het minimaliseren van de impact van de covid-19-pandemie onder de inheemse bevolking.
In 2020 ontving Korap internationale erkenning middels de Robert F. Kennedy Human Rights Award. Zij is de tweede Braziliaan aan wie deze prijs werd uitgereikt. Bij het rechtvaardigen van de prijstoekenning werd gezegd dat "Alessandra als leider de inheemse rechten verdedigt, vooral in de strijd voor de afbakening van inheemse gebieden en tegen grote projecten die van invloed zijn op inheemse gronden en traditionele gebieden in de regio Tapajós." Bij de gelegenheid hield John Kerry, speciaal gezant van de Amerikaanse president Joe Biden, de keynote-toespraak waarin hij het volgende zei:
"De leden van het Munduruku volk in Brazilië zijn op vele manieren krijgers. Ze hebben actief de constante, gewelddadige, illegale en soms door staten ondersteunde druk van de houtkap- en mijnindustrie om hun gronden uit te buiten weerstaan. Alessandra, je hebt en blijft waarheid aan de macht spreken."
Na ontvangst van de prijs verklaarde Alessandra dat "de prijs niet alleen voor mij is, maar voor de strijd van het Munduruku-volk en andere mensen die om hulp vragen, die het uitschreeuwen maar niet worden gehoord."
Korap heeft doodsbedreigingen ontvangen en haar huis is in verband met haar activisme binnengevallen en beroofd. In 2019 vroeg een groep federale afgevaardigden uit Duitsland de Braziliaanse regering om haar bescherming te bieden. De invasie van haar huis vond plaats tien dagen na haar reis naar Brasília met andere inheemse mensen om de actie van illegale mijnbouw en houtkap aan de kaak te stellen en de afbakening van inheemse gronden te eisen. Volgens Greenpeace is de ontbossing op Munduruku-landen tussen 2018 en 2019 verzesvoudigd. Duitse afgevaardigden ondertekenden een brief gericht aan de Brazilliaanse president Jair Bolsonaro en bezorgden deze aan de ambassade in Berlijn, met het verzoek aan de Braziliaanse autoriteiten om een uitgebreid onderzoek te laten starten. In dezelfde brief spraken ze ook hun bezorgdheid uit over de situatie van mensenrechtenverdedigers in Brazilië en riepen ze de regering op om "van de bescherming van deze legitieme leiders een prioriteit te maken" en "alles te doen wat in hun macht ligt om het werk maatschappelijke organisaties te faciliteren"

## Onderscheidingen
- 2020: Robert F. Kennedy Human Rights Award, Verenigde Staten.[15][16]